# Variétés d'olives en France
Les variétés d'olives (au sens agronomique du terme) ou cultivars cultivées en France ont été estimées autour de 200 dont 105 ou 112 répertoriées. C'est une très grande diversité variétale, méconnue et en cours de disparition.

## Historique
L'oléiculture française était tombée dans l'indifférence générale après le gel catastrophique de février 1956. La consommation d'huile d'olive connaît un regain d'intérêt spectaculaire depuis une vingtaine d'années[Quand ?]. On estime à 200 variétés présentes en France. La France consommait 100 000 tonnes en 2006 mais ne produit que 5 % de cette consommation.

### Contexte
La politique de production de qualité par le biais des démarches de production d'appellations contrôlées ou protégées impose une bonne identification des variétés en vue notamment de la production d'huiles monovariétales. Les travaux réalisés à cet effet ont été basés sur :
- les études de terrain,
- l'identification fiable des variétés par des techniques de la génétique moléculaire, notamment celle des marqueurs microsatellitaires,
- la description morphologique et l'évaluation agronomique,
- la caractérisation chimique des huiles en laboratoire.

## Recensement des variétés
En 2002, Marc Rozier a publié un ouvrage de recensement des variétés plus large que les travaux de l'INRA, visant l'exhaustivité. Il a servi de base aux études qui suivent, ci-dessous.
En 2004 a été publié sous la direction de l'INRA, avec la collaboration de l'AFIDOL, et de différents organismes, un premier recensement comprenant :
- les variétés françaises d'intérêt général (13 cultivars),
- les variétés françaises d'intérêt local (28 cultivars),
- les variétés étrangères cultivées en France (4 cultivars),

soit un total recensé de 45 cultivars.
En 2011 a été publié sous la même direction le tome 2 recensant :
- un complément sur les variétés françaises d'intérêt local (50 cultivars),
- un complément sur les variétés étrangères cultivées en France (10 cultivars),

soit un total recensé de 60 cultivars.
Les pépiniéristes ont été mis à contribution pour constituer des collections de bois en vue de la multiplication variétale par boutures ou greffes.
Les différentes variété d'olives peuvent avoir une finalité d'olives de table (olives vertes, olives cassées, olives noires, selon de nombreuses préparations) ou d'olives pour de l'huile.

### Principales variétés
| Variété                | Département                        |
| ---------------------- | ---------------------------------- |
| Aglandau               | Bouches-du-Rhône                   |
| Amellau                | Hérault, Gard, Aude                |
| Bouteillan             | Var                                |
| Belgentiéroise         | Var                                |
| Cailletier             | Alpes-Maritimes, Var               |
| Cayon                  | Var                                |
| Germaine               | Corse                              |
| Grossane               | Bouches-du-Rhône, Vaucluse         |
| Lucques                | Hérault, Aude                      |
| Négrette               | Gard                               |
| Olivière               | Hérault, Aude, Pyrénées orientales |
| Picholine              | Gard, Hérault, Bouches-du-Rhône    |
| Ribier et petit ribier | Var                                |
| Rougette de l'Ardèche  | Ardèche                            |
| Sabine                 | Corse                              |
| Salonenque             | Bouches-du-Rhône                   |
| Tanche                 | Vaucluse, Drôme                    |
| Verdale                | Hérault                            |

Variétés d'olives à différents stades de maturité.
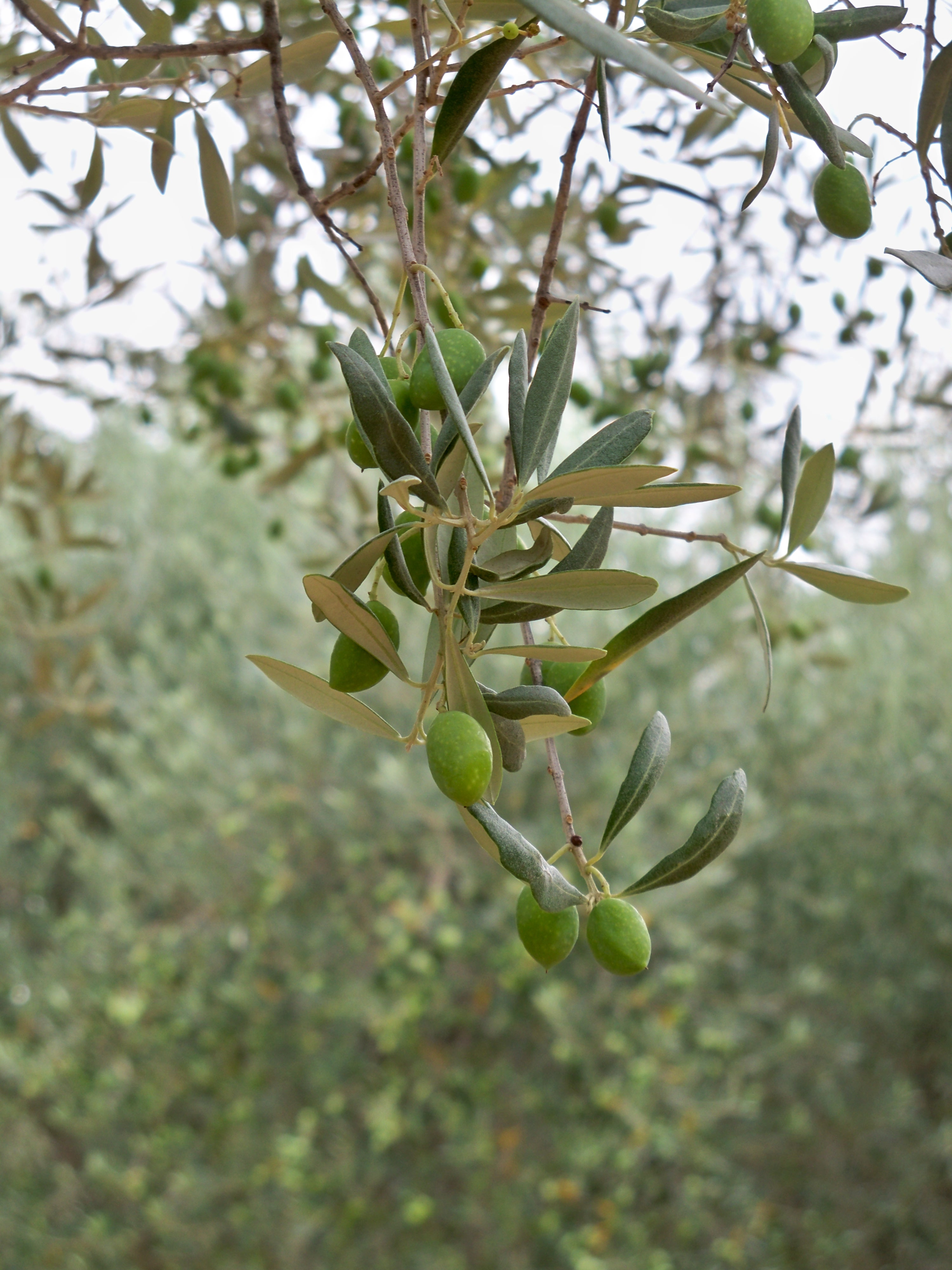
Aglandau
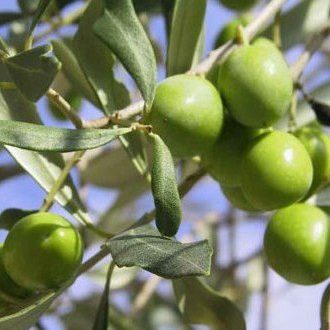
Bouteillan
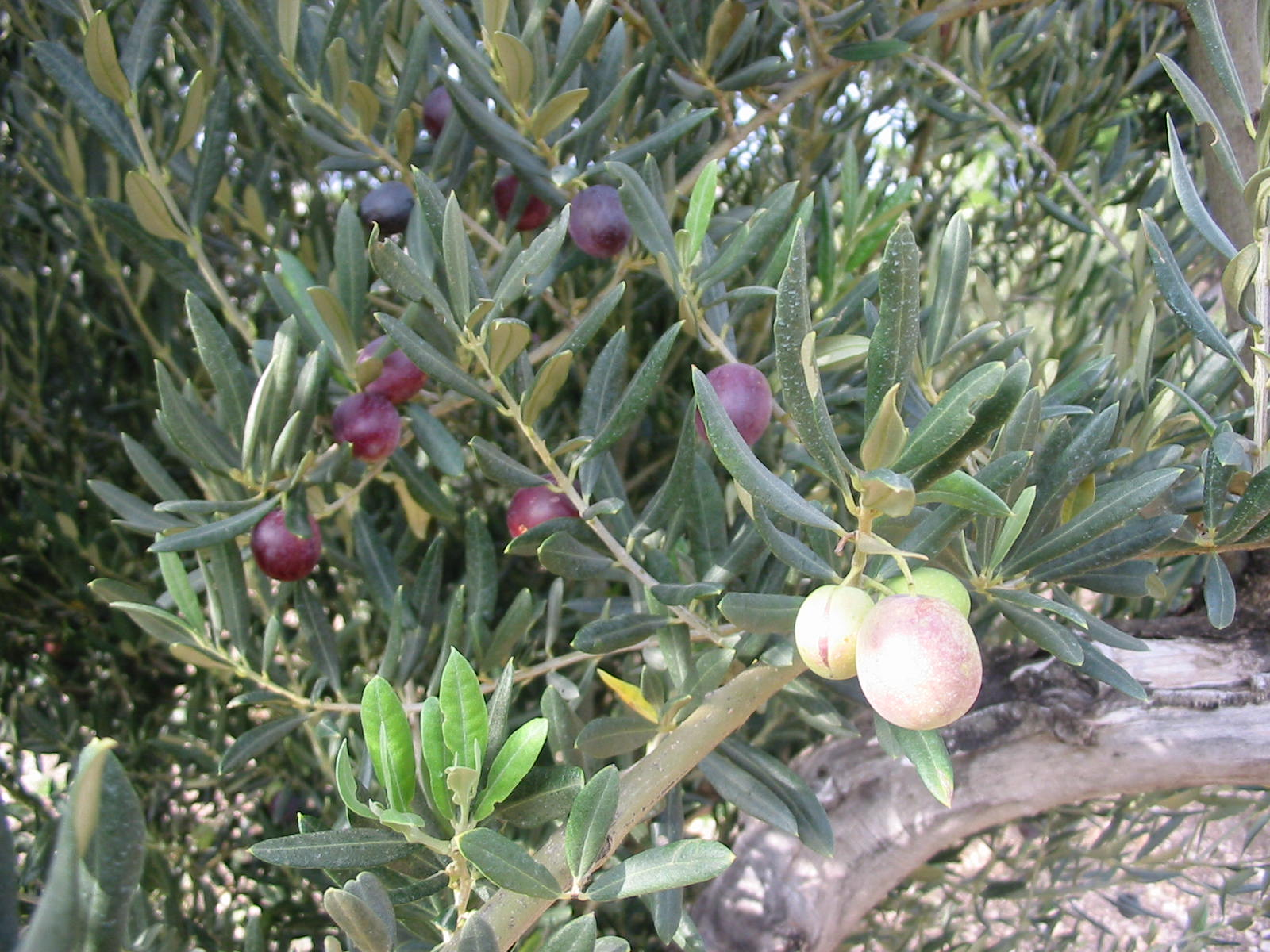
Grossane
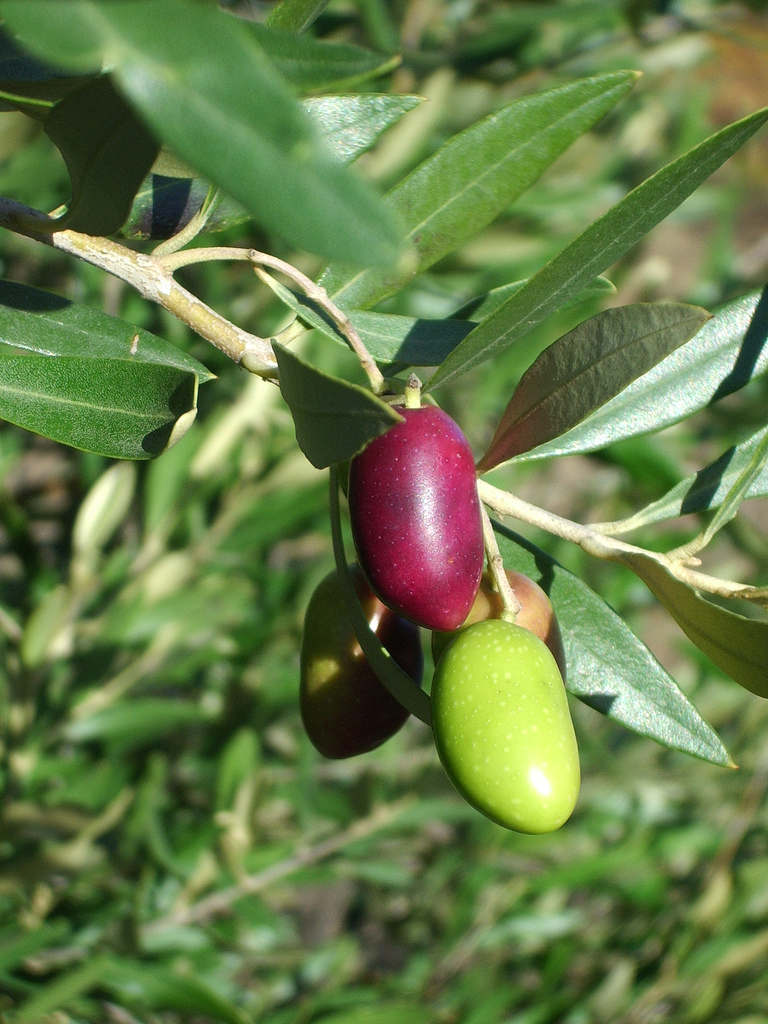
Lucques
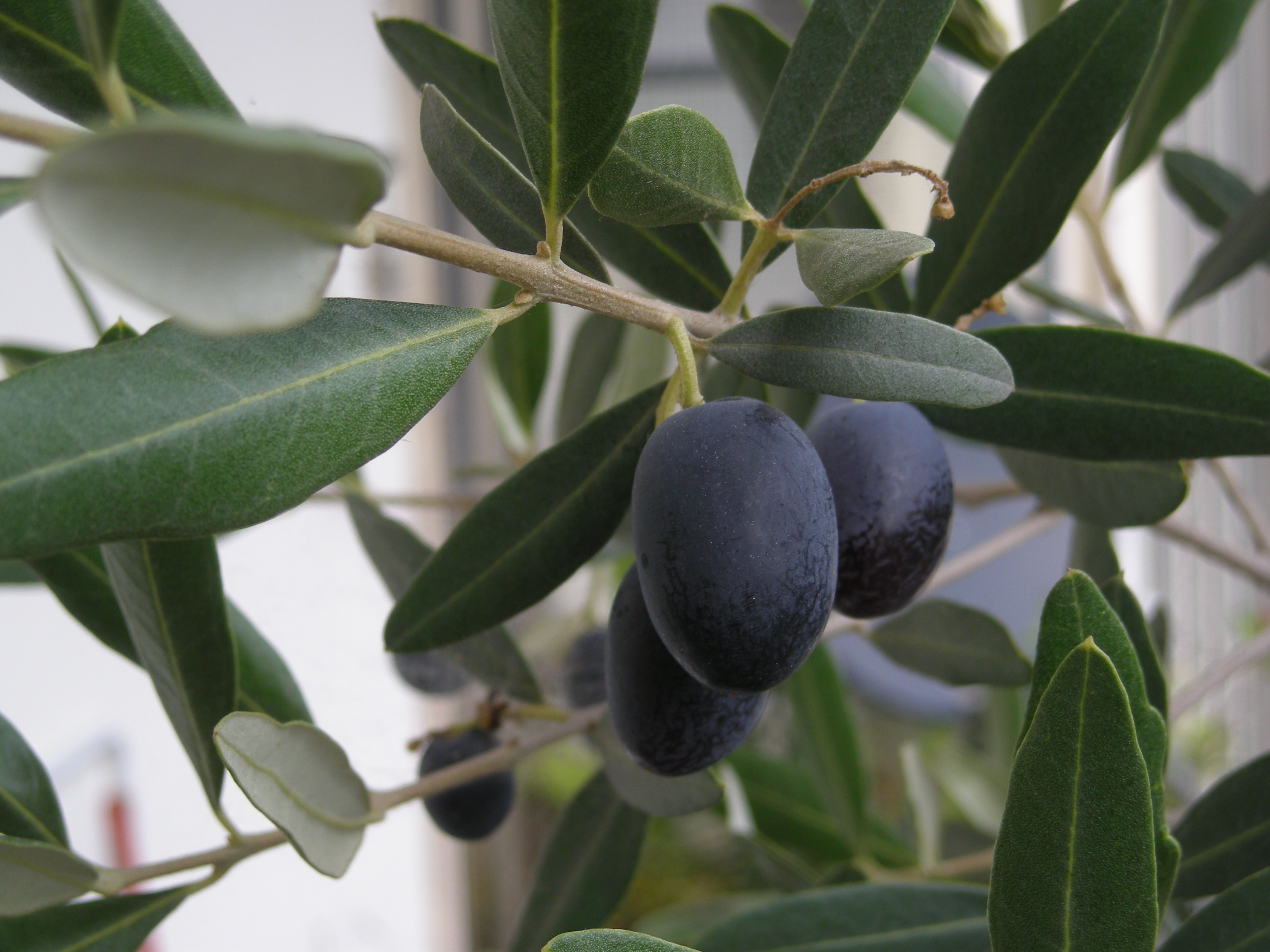
Petit ribier
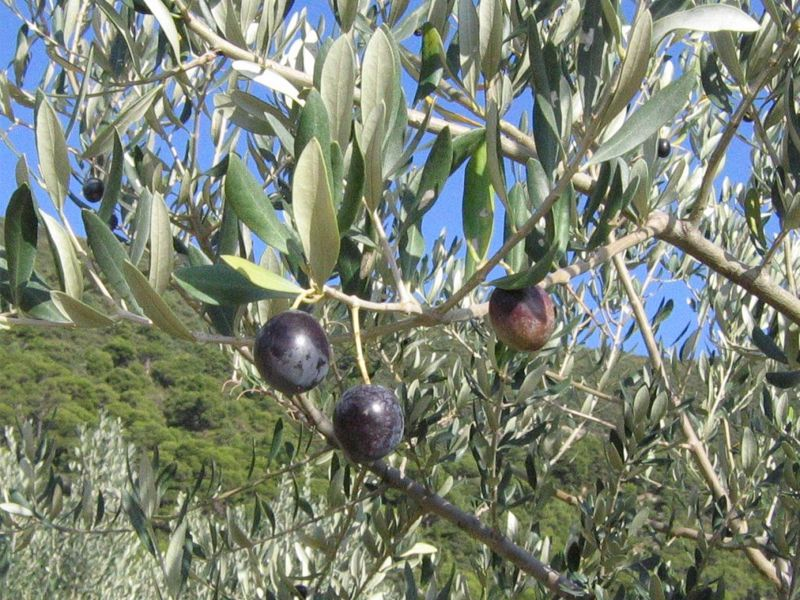
Tanche
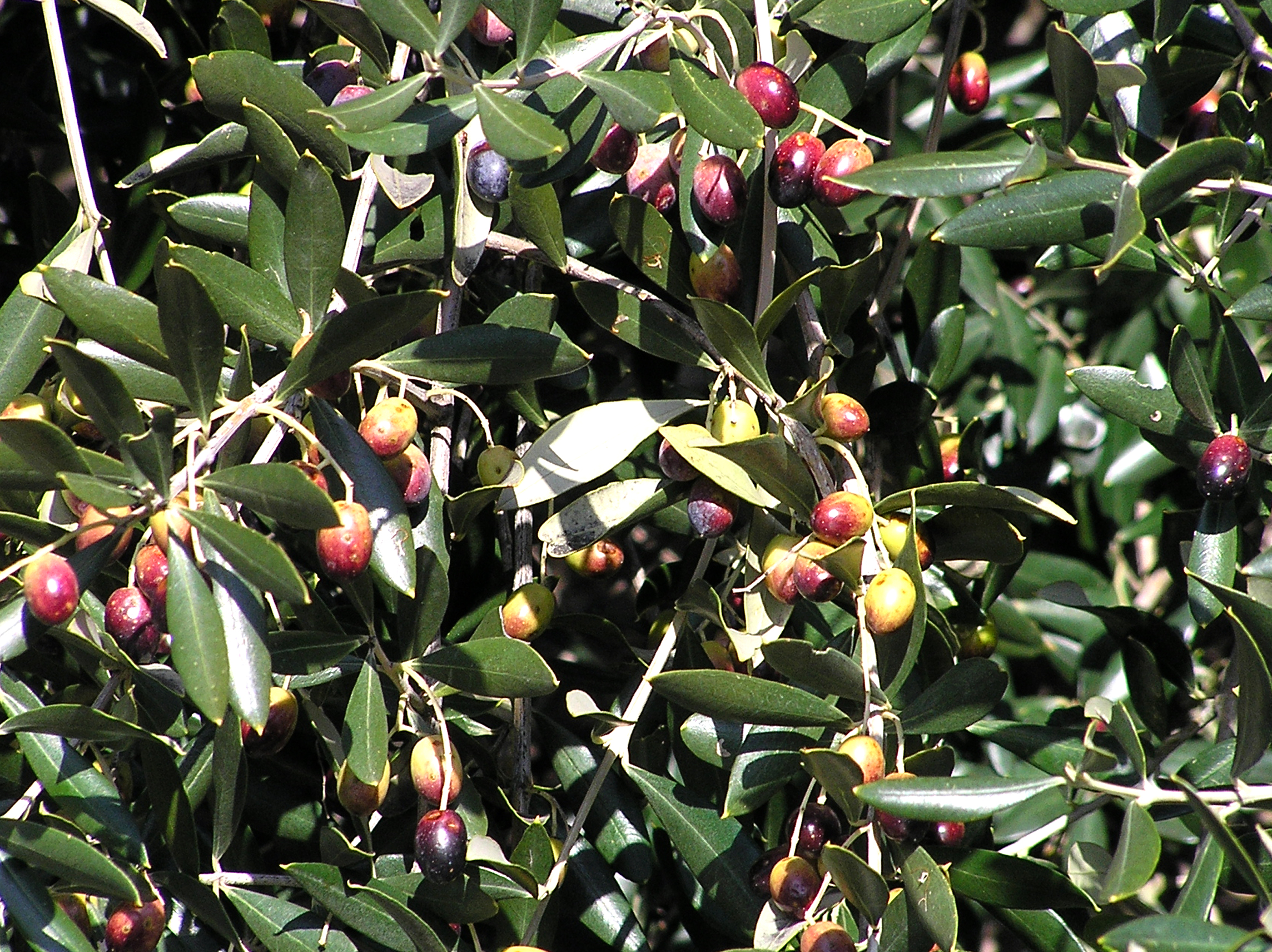
Sabine (olive)

## Répartition régionale
Il existe en France trois régions oléicoles : la région Provence-Alpes-Côte d'Azur, la région Languedoc-Roussillon et la région Corse. Les départements de la Drôme et de l'Ardèche seuls départements producteurs de la région Rhône-Alpes.
Selon une étude de l'AFIDOL, on peut raisonner aussi des « bassins oléicoles ».

### Oléiculture en PACA
Il existe une AOC qui couvre une très grande partie de la région, et d'autres AOC, sur le même territoire, mais des origines géographiques plus réduites et un cahier des charges différent. Par exemple, il ne faut pas confondre l'huile d'olive de Provence AOC, qui couvre de très nombreuses communes, et l'huile d'olive d'Aix-en-Provence AOC qui est limitée à la zone géographique autour d'Aix.

## Les cultures AOP, AOC et bio
Les cultures d'appellation d'origine contrôlée (AOC) ajoutent aux zones géographiques des critères par rapport aux cultivars d'oliviers à respecter dans certaines proportions, de leurs plantations (espacement entre les arbres...), du cycle d'entretien des arbres et de la cueillette.
Le label d'appellation d'origine protégée (AOP), est une définition au niveau européen de ces mêmes zones AOC.
Le cahier des charges de la culture bio s'appuie sur les directives des AOP, tout en interdisant l'usage de traitements chimiques. L'AFIDOL est l'organisme qui prend en charge cette certification.

### Les cultures AOP et AOC
- Olives de table
  - Olives cassées de la vallée des Baux-de-Provence
  - Olive noire de Nyons
  - Olive de Nîmes
  - Olive de Nice
  - Olives noires de la vallée des Baux-de-Provence

- Huiles d'olive
  - Huile d'olive d'Aix-en-Provence
  - Huile d'olive de Corse
  - Huile d'olive de Nîmes
  - Huile d'olive de Provence AOC
  - Huile d'olive de la vallée des Baux-de-Provence AOC
  - Huile d'olive de Haute-Provence
  - Huile d'olive de Nice
  - Huile d'olive de Nyons

## Sources